# Fuencaliente de la Palma
Fuencaliente de la Palma é um município da ilha de La Palma, província de Santa Cruz de Tenerife, comunidade autónoma das Canárias, Espanha. Tem 56,4 km² de área e em 2021 tinha 1 756 habitantes (densidade: 31,1 hab./km²).

## Demografia
| Variação demográfica do município entre 1991 e 2004 | Variação demográfica do município entre 1991 e 2004 | Variação demográfica do município entre 1991 e 2004 | Variação demográfica do município entre 1991 e 2004 |
| --------------------------------------------------- | --------------------------------------------------- | --------------------------------------------------- | --------------------------------------------------- |
| 1991                                                | 1996                                                | 2001                                                | 2004                                                |
| 1731                                                | 1735                                                | 1833                                                | 1877                                                |